# (32614) Hacegarcia
2001 QY266 (asteroide 32614) é um asteroide da cintura principal. Possui uma excentricidade de 0.07723470 e uma inclinação de 7.32352º.
Este asteroide foi descoberto no dia 20 de agosto de 2001 por LINEAR em Socorro.